# Ma Jun
|  | Per l'ambientalista del mateix nom, vegeu Ma Jun (ambientalista) |

En aquest nom xinès, el cognom és Ma.
Ma Jun (fl. 220–265 EC), nom estilitzat Deheng (徳衡), va ser un enginyer mecànic i un oficial governamental durant el període dels Tres regnes de la història xinesa. El seu invent més notable va ser el del carruatge apuntant al sud, un vehicle de brúixola direccional que, en realitat, no tenia una funció magnètica, sinó que funcionava gràcies a l'ús d'engranatges diferencials (el qual aplica la mateixa quantitat de parell a rodes motrius que giren a velocitats diferents). És a causa d'aquest dispositiu revolucionari (i altres assoliments) que Ma Jun és conegut com un dels més brillants enginyers mecànics i inventors del seu temps (juntament amb Zhang Heng, d'inicis de la dinastia Han oriental). El dispositiu va estar reinventat per molts després de Ma Jun, incloent-hi el matemàtic i astrònom Zu Chongzhi (429-500 EC). En els posteriors períodes dinàstics de la baixa edat mitjana, el carruatge apuntant al sud de Ma Jun va ser combinat en un sol dispositiu amb l'hodòmetre de mesurament de distància.

## Biografia
Segons el seu amic, poeta i filòsof contemporani Fu Xuan (217-278 EC), Ma Jun va nàixer a Fufeng, situat a la vall del riu Wei, entre Wugong i Baoji. En la seva joventut, Ma Jun va viatjar per tota l'actual província de Henan, i va obtenir un títol literari menor, o bo shi. Tot i aquest grau, Ma Jun va ser relativament pobre durant la seva joventut; però, va trobar la manera d'obtenir reconeixement mitjançant l'ús del seu geni natural en la creació d'artefactes mecànics i invents.
Ma Jun va ser un oficial fins a cert punt distingit al servei de l'imperi Cao Wei, i es convertí en assessor del revisor de les polítiques (Ji Shi Zhong). Ma Jun una vegada va supervisar la construcció del palau de Chong Hua, sota les ordres de l'emperador Ming de Wei, Cao Rui. Ma Jun era ben conegut a Cao Wei com un dissenyador molt talentós d'armes i certs tipus d'artefactes, i va ser elogiat especialment per Fu Xuan en un assaig d'aquest. Fu Xuan assenyalà que Ma Jun no era el millor orador o mestre de retòrica, i li costava transmetre les seves idees als altres, degut a la seva personalitat una mica introvertida. Això no obstant, es va guanyar fama per la seva genialitat en mecànica, i és universalment considerat com un dels més grans enginyers mecànics de l'antiga Xina.

## Anotacions
1. ↑  Day i McNeil, 1996, p. 461.
2. 1 2  Needham, 1986, p. 40.
3. 1 2  Needham, 1986, p. 39.